# 元禄の大古酒

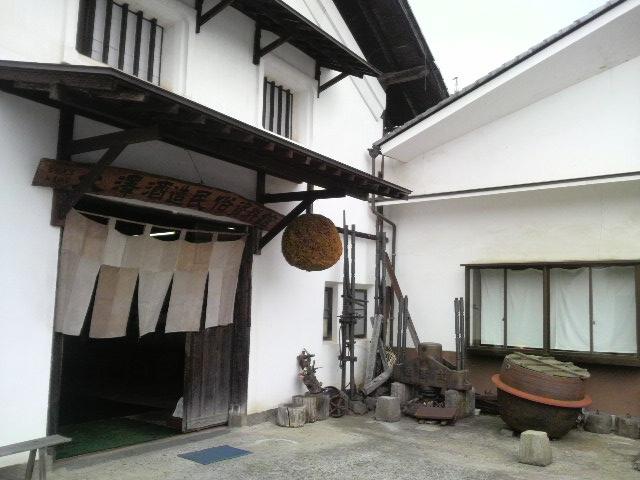
大澤酒造（長野県佐久市）。「明鏡止水」などの銘柄で知られる。

いわゆる元禄の大古酒（げんろくのだいこしゅ）とは、長野県佐久市茂田井にある大澤酒造が江戸時代・元禄2年（1689年）の創業時に醸造し、現代に至るまで封印されていた日本酒（古酒、大古酒）。1960年代後半、当時現存していた日本最古の日本酒として開封された。

## 概要
元禄2年（1689年）醸造。1960年代後半、坂口謹一郎立ち会いのもと開封され、その模様が日本放送協会 (NHK) 総合テレビの朝の情報番組『スタジオ102』で放送された。容器は白磁（古伊万里）の壺で、ひさご（ヒョウタン）の形をしており、その口は漆塗りの木栓（桐）で塞がれ、さらに上から漆をかけて完全に封印。壺は木の箱に収められ、開封は禁忌と言い伝えられてきた。壺の表面にできたヒビ割れからは中身がにじみ出し、その部分は黒褐色をした糊状に固化していた。
中身は固形物が混じった液体で、色は帯褐灰色を呈していた。顕微鏡で分析した結果、酵母の残骸を確認。もろみを貯蔵したものと見られる（醪造り）。坂口はその香りについて、スペインで出会った100年物のシェリーそっくりだと評した。また、本郷信郎が試飲したところによると、「細やかな香り、味は軽やかで、のど越しはスッキリとしていた」（引用）という。
大古酒は醸造試験所（現・酒類総合研究所）へと運ばれ、分析が行われた。野白喜久雄がまとめた「元禄の酒（三百年古酒）の分析表」によると、「比重 1.025 (15 ℃ / 4 ℃)，アルコール 26.45 ml / 100 g ，直糖 6.02 g / 100 g，総酸度 6.76 / 10 g（こはく酸として 0.399 %），アミノ酸度 2.46 / 10 g（グリシンとして 0.185 %）」（引用）で、換算日本酒度は -35.2、エキス分 14.6 であった。アルコール度数の上昇は容器の材質上、水とアルコールとで透過性が異なることによる。
大澤酒造は1981年（昭和56年）に酒母室を改装し、「大澤酒造民俗資料館」を開設。大古酒の容器を「秘蔵元禄の壷」として館内に展示している。

## その他の大古酒
- 寛文4年（1664年）の大古酒 - 長野県。1810年開封[9]。信濃国松代藩家老・鎌原桐山が賞味。佐久郡岩村田の酒といわれ、黒く甘かったと自著『朝陽館漫筆』に記している[10]。
- 宝暦6年（1756年）の大古酒 - 新潟県岩船郡関川村。1998年（平成10年）開封[11]。